# Schulmedizinklausel
Die Schulmedizinklausel ist eine Klausel in den Muster-Vertragsbedingungen des deutschen Verbandes der privaten Krankenversicherungsunternehmen. Sie besagt, dass Medikamente und medizinische Behandlungen nur bezahlt werden, wenn sie entweder „von  der Schulmedizin überwiegend anerkannt sind“, sich „in der Praxis als ebenso erfolgversprechend bewährt haben“, oder ohne schulmedizinische Alternative sind. Für die „Bewährung in der Praxis“ oder die fehlende Alternative ist der Patient bzw. dessen Behandler im Streitfall beweispflichtig.
Die Klausel ersetzt eine ältere „Wissenschaftlichkeitsklausel“ und wurde in der höchstrichterlichen Rechtsprechung akzeptiert.
Für die Kostenübernahme innovativer oder alternativmedizinischer Verfahren durch die gesetzliche Krankenversicherung nach Einzelfallentscheidung gelten ähnliche Prinzipien, was dazu geführt hat, dass die Rechtsprechung der Sozial- und Zivilgerichte sich in diesem Punkt angenähert hat.